# Clivus
Le clivus (ou gouttière basilaire ou clivus de Blumenbach) est une surface inclinée de la base interne du crâne légèrement concave formée par la face endocrânienne de la partie basilaire de l'os occipital et le dos de la selle de l'os sphénoïde.

## Description
Le clivus est une dépression peu profonde qui descend progressivement du dos de la selle vers sa partie postérieure située sur la face supérieure de la partie basilaire de l'os occipital. Il s'étend jusqu'au foramen magnum.
Sur les plans axiaux, il se situe juste en arrière des sinus sphénoïdaux et il est médial aux foramens déchirés.

## Rapports
Le pont repose sur le clivus.
Il est proximal avec l'artère carotide interne et le polygone de Willis.
Il est antérieur à l'artère basilaire.
Le nerf abducens (CN VI) suit également le clivus au cours de son parcours.

## Aspect clinique
La proximité du nerf abducens (CN VI) implique qu'une hypertension intracrânienne peut altérer le fonctionnement de ce nerf et provoquer des signes de paralysie de sa zone d'innervation.
Le clivus peut être également le siège du chordome, un type rare de cancer.

### Opération
La chirurgie des lésions impliquant le clivus et les structures environnantes a traditionnellement été abordée par des approches transbasales sous-frontales étendues, transfaciales antérieures, transtemporales latérales, latérales éloignées. Ces approches sont limitées en ce sens qu'elles nécessitent souvent une ablation osseuse et une rétraction cérébrale importantes et place des structures neurovasculaires critiques entre le chirurgien et le site d'intervention.
Il a été proposé d'atténuer ces limitations par l'utilisation de la chirurgie endonasale endoscopique. Ces approches chirurgicales sont de plus en plus décrites et se sont révélées être une approche sûre et efficace pour le traitement d'une variété de lésions bénignes ou malignes situées au niveau du clivus.

### Clivus et articulation atlanto-occipitale
Le clivus est un repère important pour vérifier l'alignement anatomique de l'articulation atlanto-occipitale. Lorsqu'il est visualisé sur une radiographie latérale du rachis cervical, le clivus forme une ligne : la ligne basilaire ou ligne de Wackenheim.
Cette ligne doit être tangente au processus odontoïde de l'axis.
Si cette ligne croise l'apophyse, il y a une luxation postérieure de l'articulation.
Si cette ligne passe en arrière de l'apophyse, il y a une luxation antérieure de l'articulation.

## Galerie

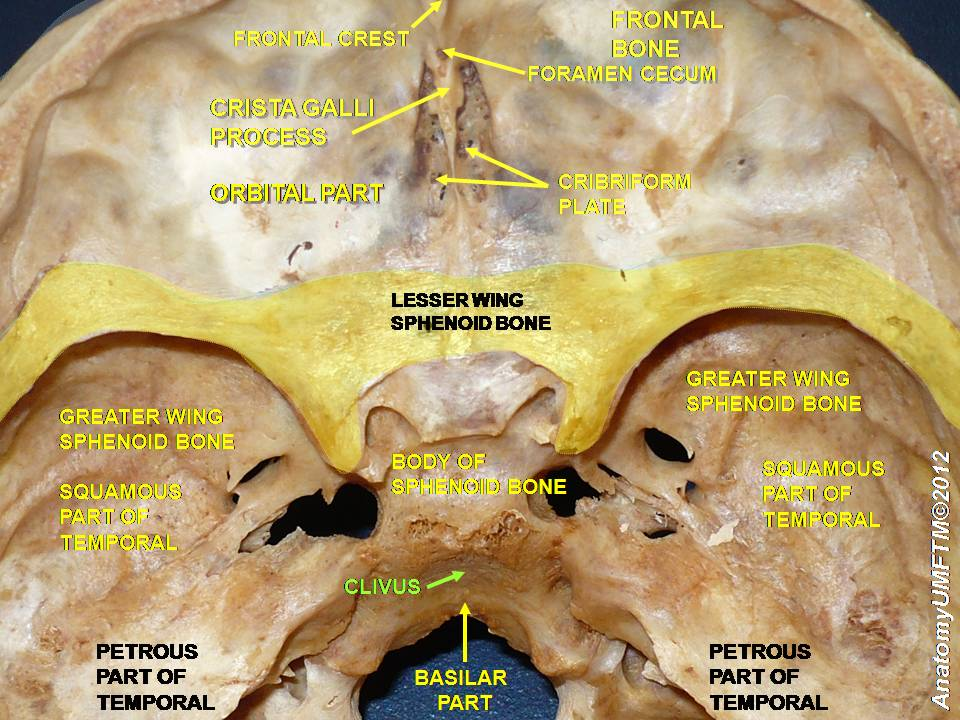
Le clivus
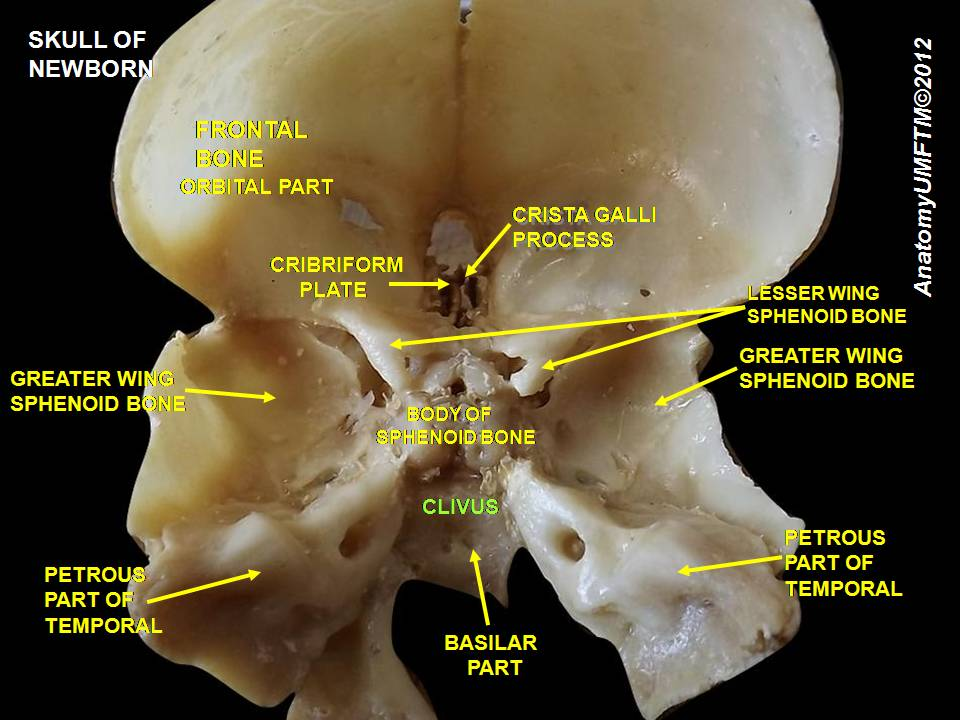
Le clivus